# Atamània
Atamània (en grec antic Ἀθαμανιά) era un districte al sud-est de la regió de l'Epir entre les muntanyes Pindos i el riu Aractos.
Les ciutats principals eren Argitea (capital), Ethòpia, Tetrafília i Heraclea. Els seus habitants es deien atamans o athamans, un poble considerat bàrbar. Estrabó els classifica entre els tessalis però dubta de considerar-los hel·lens. Athamània es menciona poques vegades a la història de Grècia, i a la decadència del regne de Molòssia van aparèixer com a regne independent. Va ser la darrera tribu de l'Epir que va obtenir la independència.
Els athamans van ser els més poderosos amb el rei Aminandre als voltants de l'any 200 aC, que va tenir un paper important a la Primera Guerra Macedònica, on van canviar de bàndol, primer recolzant Filip V de Macedònia, que els va recompensar donant-los-hi l'illa de Zacint, i després lluitant a favor dels romans. Posteriorment van ser sotmesos pel Regne de Macedònia i en temps d'Estrabó ja no existien com a regne independent. Plini el Vell situa Atamània dins del territori d'Etòlia.